# Prehistorik (seria)
Prehistorik – seria gier zręcznościowych, w których gracz wciela się w głodnego jaskiniowca, poszukującego pożywienia wraz ze swoją nieodłączną maczugą. Gry posiadają w miarę szczegółową, jak na początek lat dziewięćdziesiątych, grafikę i zostały wykonane z poczuciem humoru. Seria doczekała się także wersji konsolowej bazującej na części drugiej.

## Lista gier serii

### Prehistorik
Pierwsza część gry wydana w 1991 r. Miała wiele wad, ale zostały one wyeliminowane w drugiej części gry.

### Prehistorik 2
Gra wprowadziła wiele innowacji, poprawiono grafikę (między innymi scrolowany ekran) dodano efekty dźwiękowe i zróżnicowano muzykę.

### Prehistorik Man
Gra wydana na konsole Super Nintendo Entertainment System i Game Boy Advance.